# 竹扫子
竹扫子（学名：Yushania weixiensis）为禾本科玉山竹属下的一个种。

## 扩展阅读
- 維基物種上的相關：竹扫子